# Distrito de Ambatondrazaka

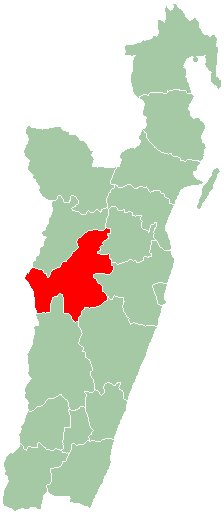
Distrito de Ambatondrazaka

El distrito de Ambatondrazaka es una división administrativa de nivel 3 de Madagascar, que forma parte de la región de Alaotra Mangoro. Tenía 307 578 habitantes en 2011.
La capital del distrito es Ambatondrazaka. 
El distrito comprende las siguientes comunas:
- Ambandrika
- Ambatondrazaka
- Suburbaine
- Ambatondrazaka
- Ambatosoratra
- Ambohitsilaozana
- Amparihitsokatra
- Ampitatsimo
- Andilanatoby
- Andromba
- Antanandava
- Antsangasanga
- Bejofo
- Didy
- Feramanga Nord
- Ilafy
- Imerimandroso
- Manakambahiny Est
- Manakambahiny Ouest
- Soalazaina
- Tanambao
- Besakay